# Universal Madness: Live in Los Angeles
Albums de Madness
The Heavy Heavy Hits
(1999) Wonderful
(1999)
Universal Madness: Live in Los Angeles est un album live de Madness, sorti le 2 mars 1999.
L'album a été enregistré lors d'un concert donné à l'Universal Amphitheater de Los Angeles, le 26 avril 1998. C'est le premier concert du groupe aux États-Unis depuis 1984.

## Liste des titres
| No  | Titre                | Durée |
| --- | -------------------- | ----- |
| 1.  | One Step Beyond      | 3:25  |
| 2.  | Embarrassment        | 3:14  |
| 3.  | The Prince           | 3:28  |
| 4.  | The Sun and the Rain | 3:52  |
| 5.  | My Girl              | 2:51  |
| 6.  | Shut Up              | 3:21  |
| 7.  | Baggy Trousers       | 2:37  |
| 8.  | It Must Be Love      | 3:39  |
| 9.  | Bed & Breakfast Man  | 2:21  |
| 10. | Our House            | 3:52  |
| 11. | Swan Lake            | 3:27  |
| 12. | Night Boat to Cairo  | 4:02  |
| 13. | Madness              | 3:39  |